# Bustarviejo
Bustarviejo és un municipi de la Comunitat de Madrid. Limita amb Miraflores de la Sierra al sud-oest i oest, amb Canencia al Nord-oest i Nord, amb Garganta de los Montes al Nord-est, amb Valdemanco al Nord-est i Est, amb Navalafuente al Sud-est i amb Guadalix de la Sierra al Sud.